# 한상우 (기업인)
한상우(1974년 5월~)는 대한민국의 기업인이다.

## 생애 및 활동
한상우 위즈돔 대표는 2009년부터 스마트 모빌리티 플랫폼 위즈돔(wizdome)을 창업, 경영하고 있는 대한민국 기업인이다.
2024년 2월부터는 코리아스타트업포럼제4대 의장 직책도 역임하고 있다.
산업에 대한 이해뿐 아니라 법과 정책 경험까지 고루 갖춘 교통 분야 전문가이자, 대한민국 스마트 모빌리티 전문가로 통하며, 교통정책의 개혁과 대중교통 시스템의 혁신을 위해 활동 중이다.
고려대학교 법과대학과 고려대학교 일반대학원에서 법학을 공부하였으며, 이후 미국 Washington University, School of Law를 졸업하여 미국 변호사 시험을 통과하는 등 법적 전문성을 쌓았다.
2009년 스마트 모빌리티 플랫폼 '위즈돔'을 창업한 뒤 버스를 활용한 우리 교통 분야의 선진화, 시스템과 사용자 효용 개선에 천착하여 한눈을 팔지 않고 외길을 걸었다. 버스 한 분야에 집중한 사업 역량과 경험을 토대로 정부와 각종 지방자치단체의 여러 교통정책 자문 참여 등을 통해 정책 전문가로 자리매김하였으며 교통시스템 선진화를 위한 다양한 공적 활동에도 참여하고 있다.
한 대표가 창업한 위즈돔은 대중교통을 이용해 이동하는 사람들의 출퇴근 교통 편의부터 다양한 이동의 해답을 제시하겠다는 목표로 설립되었다.
2010년 세계 최초로 이용자가 직접 노선을 정하는 ‘e버스’ 서비스를 런칭하여 주목받았다. 그러나 기존 버스 업계의 반발에 부딪혀 1년이 채 안 돼 사업을 중단하는 어려움을 겪었다.
그러나 한상우 대표는 때맞춰 나온 대법원 판례 및 고려대학교 법과대학 김선택 교수 연구실의 헌법 이론적 논증으로 새로운 모빌리티가 어떠한 실정법도 위배하지 않으며, 국민기본권 차원에서 매우 정당하다는 주장을 하였고, e버스의 혁신성과 효용을 경험한 이용자들과 교통학계의 젊은 연구자들, 주요 교수들의 지지, 국회의원들의 입법 노력 등을 이끌어냈다.
그리하여 2011년 여객자동차 운수사업법 개정이 이뤄져 서비스 재개로 나아갈 수 있었고, 2013년 정부로부터 한정면허를 받은 모빌리티 기업 1호가 되었다.
위즈돔은 이후에도 버스 서비스에 집중하여 스마트 모빌리티 기업의 외길을 걷고 있다. 그 결과, 위즈돔은 아이보스(AIBOS) 시스템을 기반으로 매일 3천300개의 노선을 운영 중이며, 월 평균 운행 11만 건, 탑승 180만 건 및 순이용자 10만 명에 달하는 기록을 세웠다. 대표 고객사로는 SK 계열사, HD현대 계열사, 한화 계열사, CJ, 서울아산병원 등 170여개 주요 그룹사와 산업단지가 있으며, 통근버스 운영부터 테마파크와 각종 공연, 축제 등의 행사 셔틀 제공, 경기 프리미엄버스 등 다양한 수익 기반을 확보하고 있다.
스마트 모빌리티 외길인생을 걸어온 한상우 대표의 뚝심은 다양한 대외 활동에서도 엿볼 수 있다.
한상우 대표는 2017년부터 2022년까지 한국스마트버스협동조합 이사장으로 활동했으며, 이후 교통 전문가로 인정받았다. 2019년부터 2021년까지 대통령직속 4차산업혁명위원회 스마트시티특위 위원, 2021년부터 2023년까지 대한교통학회 모빌리티 위원장으로 활동했다.
이외에도 대학민국 청년들과 함께 꿈을 키우는 삼성전자 청년 SW아카데미 SSAFY 자문위원으로 2020년부터 2021년까지 활동하며, 대한민국 SW 역량 강화 및 청년들의 꿈을 돕는 활동을 펼쳐왔다.
2024년 2월에는 코리아스타트업포럼 4대 의장으로 선출되어, "스타트업들이 기업하기 좋은 환경을 만들기 위해 노력하겠다"는 각오를 밝혔다. 코리아스타트업포럼은 국내 2,200여 회원사를 거느린 국내 최대 민간 스타트업 단체다.
한상우 대표는 정책 자문위원과 법 전문가의 경험을 바탕으로 다양한 활동을 펼칠 계획이다.

## 경력
현 국토교통부장관 정책자문위원

현 국토교통부대도시권광역교통위원회

실무위원 현 한국교통연구원 자문위원

2021-2023 대한교통학회 모빌리티 위원장 

2020-2021 삼성전자 SSAFY 자문위원

2019-2021 대통령직속 4차산업혁명위원회 스마트시티특위 위원

2017-2022 한국스마트버스협동조합 이사장

2014-2016 React Partner Korea managing director

## 수상이력
2023 국토교통부장관표창 

2019 국무총리표창 

2018 서울시장표창 

2017 국토교통부장관표창 

2016 SK텔레콤 최우수 협력사 